# 弓削裕
弓削 裕（ゆげ ひろし、1956年12月21日 - ）は日本の陸上競技選手。旭化成陸上部所属で後に同部トレーナー。1980年のマラソン日本選手権獲得者。2021年6月30日、旭化成を退職。

## 主な成績･自己ベスト
- 1979年延岡西日本マラソン優勝 :2時間18分16秒
- 1980年びわ湖毎日マラソン優勝 :2時間14分33秒 ※第64回日本選手権獲得

- 5000m :13分56秒60
- 10000m ：28分38秒49
- マラソン：2時間13分46秒[4]